# Ballı, Mutki
Ballı là một xã thuộc huyện Mutki, tỉnh Bitlis, Thổ Nhĩ Kỳ. Dân số thời điểm năm 2011 là 478 người.